# Villa Jeanneret-Perret
Die Villa Jeanneret-Perret (umgangssprachlich Maison Blanche) wurde 1912 vom Schweizer Architekten Le Corbusier in dessen Geburtsstadt La Chaux-de-Fonds errichtet. Ursprünglich als Wohnstätte für seine Eltern gedacht, ist die Villa Jeanneret-Perret heute in Besitz der «Association Maison Blanche» und zählt zur Liste der Kulturgüter von nationaler Bedeutung im Kanton Neuenburg.
Die Villa Jeanneret-Perret ist nicht zu verwechseln mit der Maison Jeanneret, die als Teil einer Serie unter dem Namen «Das architektonische Werk von Le Corbusier» zum UNESCO-Weltkulturerbe zählt.

## Geschichte
Die Villa Jeanneret-Perret ist ein von Charles-Édouard Jeanneret (ab 1920 unter dem Pseudonym Le Corbusier) entworfenes architektonisches Werk. Nach dem Besuch der Kunstgewerbeschule in La Chaux-de-Fonds ab 1900, befasst sich Le Corbusier ab 1905 verstärkt mit Architektur. Nach mehreren Studienreisen und Praktika bei Architekten im Ausland (u. a. in Paris und Berlin) kehrt er 1911 nach La Chaux-de-Fonds zurück und eröffnet im Jahr darauf im Alter von 25 Jahren sein erstes eigenes Architekturbüro. Die Villa Jeanneret-Perret wird 1912 sein erstes selbständig geschaffenes architektonisches Werk. Sie enthält Stilelemente, mit denen Le Corbusier während seiner Studienreisen in Europa und im Orient in Berührung gekommen ist. Der neoklassische Stil der Villa bricht mit der regionalen Ausprägung der Art Nouveau, dem Style sapin. Le Corbusiers Eltern beziehen die Villa noch im selben Jahr und der Vater richtet seine Werkstatt im Untergeschoss ein. Auch der Architekt selbst wohnt und arbeitet zeitweise in der «Maison Blanche», bis er im Jahr 1917 schliesslich nach Paris zieht. Dafür hat er sich seinerseits ein Atelier im Dachgeschoss eingerichtet. 1919 verkauft die Familie Jeanneret die Villa, die anschliessend mehrfach den Besitzer wechselt, bis sie im Jahr 2000 von der neu gegründeten Association Maison Blanche gekauft, restauriert und im Jahr 2005 schliesslich der Öffentlichkeit zugänglich gemacht wird.

## Bibliographie
- Maison blanche. Charles-Edouard Jeanneret / Le Corbusier, Karl Spechtenhauser, Arthur Rüegg, Association Maison Blanche / Birkhäuser Verlag, 2020.